# Пауль-Фрідріх Отто
Пауль-Фрідріх Отто (нім. Paul-Friedrich Otto; 3 квітня 1917, Варен — ?) — німецький офіцер-підводник, капітан-лейтенант крігсмаріне. Кавалер Німецького хреста в золоті.

## Біографія
3 квітня 1937 року вступив на флот. В січні-липні 1937 року пройшов курс підводника. З 30 серпня 1941 року — 1-й вахтовий офіцер на підводному човні U-136. В червні-серпні 1942 року пройшов курс командира човна. З 5 вересня 1942 по 15 липня 1944 року — командир U-270, на якому здійснив 5 походів (разом 144 дні в морі). 20 вересня 1943 року невиправно пошкодив британський фрегат «Лаган»; 29 членів екіпажу загинули. В липні 1944 року переданий в розпорядження 2-го навчального дивізіону підводних човнів. З 12 грудня 1944 по 5 травня 1945 року — командир U-2525.

## Звання
- Кандидат в офіцери (3 квітня 1937)
- Морський кадет (21 вересня 1937)
- Фенріх-цур-зее (1 травня 1938)
- Оберфенріх-цур-зее (1 липня 1939)
- Лейтенант-цур-зее (1 серпня 1939)
- Оберлейтенант-цур-зее (1 вересня 1941)
- Капітан-лейтенант (1 червня 1944)

## Нагороди
- Залізний хрест 2-го і 1-го класу
- Нагрудний знак підводника
- Німецький хрест в золоті (19 квітня 1944)